# براقش نت
براقش نت موقع أخباري يمني ويهدف إلى تقديم خدمة أخبارية محلية بشكل موجه نحو الشارع اليمني بكل فئاته واهتماماته المختلفة. ويقوم الموقع بمتابعة المستجدات في الساحة اليمنية بشكل خاص والأخبار العربية والعالمية.

## التأسيس
انطلق موقع براقش نت الإخباري في 20 مايو 2009 وهذا التاريخ يسبق بيومين ذكرى الوحدة اليمنية التي توافق يوم 22 مايو حيث يحتفل اليمنيون بتلك الذكرى سنويا، وقال المدير السابق للموقع عبده عايش (مراسل قناة الجزيرة نت) تعليقا على إطلاق الموقع:
«إن إطلاق الموقع يتزامن مع احتفالات البلاد بالذكرى التاسعة عشرة للوحدة اليمنية، كما يأتي في وقت تشهد الساحة السياسية والصحافية أوضاعا صعبة، وتواجه تحديات جمة»

## أسرة التحرير
- مصطفى عبدالله (رئيس التحرير)
- محمد نجيب (المدير الفني)
- أحمد الرمعي (محرر)
- عبد الله الحسامي (محرر)
- وائل القدسي (مشرف لوحة التحكم)
- مجد الجنيد (محرر أخبار)
- عبدالحكيم احمد (محرر أخبار)
- عبد الله عبد الحكيم (محرر أخبار)

ويملك الموقع مجموعة من المراسلين في أنحاء الجمهورية اليمنية.

## جائزة براقش نت لأفضل المواقع اليمنية الإخبارية
في العاشر من فبراير 2010 تم إطلاق جائزة براقش نت لأفضل المواقع اليمنية الأخبارية وقد تم تشكيل لجنة تقيمية للجائزة برئاسة عبد الباري طاهر (نقيب الصحفيين اليمنين السابق) وعضوية محمد الجنيد (رئيس تحرير براقش نت) وصادق ناشر إضافة إلى تشكيل لجنة لتقييم الفني تتكون من:محمد نجيب، يسري خليل الاثوري، واوس الارياني بالإضافة إلى لجنة للرصد والمتابعة مكونة من: احمد الرمعي، مصطفى الحسام، ووائل نجيب.
وستعتمد آلية اختيار المواقع اليمنية الأخبارية الثلاثة المتميزة على المعايير المهنية والحيادية والسبق الصحفي بالإضافة إلى الجوانب الفنية للموقع، وتعليقا على الجائزة قال محمد الجنيد (رئيس تحرير براقش نت): «إن الهدف من الجائزة ليس مادي وإنما هو للإسهام في الارتقاء بمستوى الصحافة الاليكترونية اليمنية» وستكون الجائزة كل ثلاثة أشهر في المرحلة الأولى وستة أشهر في المرحلة الثانية ومن ثم يتم إطلاقها كجائزة سنوية.
في يوم السبت الموافق 12 يونيو 2010م تم الإعلان عن الفائزين بجائزة براقش نت الأولى لأفضل المواقع اليمنية الأخبارية حيث حصل على موقع الصحوة نت على المركز الأول وموقع المصدر أونلاين على المركز الأول مكرر وحصل موقع التغيير نت على المركز الثاني وموقع مأرب برس على المركز الثاني مكرر فيما حصل موقعي نيوز يمن وسبتمبر نت على المركزين الثالث والثالث مكرر.
وقد حضر حفل توزيع الجائزة الشيخ محمد بن ناجي الشايف وجمع غفير من الصحفيين، وفي الحفل تم الإعلان عن تحويل الجائزة إلى جائزة سنوية.

## وصلات خارجية
- موقع براقش نت
- موقع مأرب برس